# Komtoèga (département)
Cet article concerne le département et la commune rurale. Pour le village chef-lieu, voir Komtoèga (Komtoèga).
Komtoèga est un département et une commune rurale de la province du Boulgou, situé dans la région du Centre-Est au Burkina Faso.

## Géographie

### Démographie
Le département comptait 18 917 habitants estimés en 2003.
Il comptait 20 674 habitants en 2006.

### Villages
Le département et la commune rurale de Komtoèga est administrativement composé de treize villages, dont le village chef-lieu homonyme (données de population estimées en 2003 et consolidées issues du recensement général de 2006) :
- Dega (1 479 habitants en 2003, 1 862 habitants en 2006)
- Goghin (1 361 habitants en 2003, 1 415 habitants en 2006)
- Goulanda (2 410 habitants en 2003, 2 391 habitants en 2006)
- Komtoèga (5 038 habitants en 2003, 5 197 habitants en 2006), chef-lieu
- Komtoèga-Peulh (412 habitants en 2003, 960 habitants en 2006)
- Pissy (539 habitants en 2003, 552 habitants en 2006)
- Samsagbo (1 679 habitants en 2003, 1 946 habitants en 2006)
- Toécé (1 139 habitants en 2003, 1 011 habitants en 2006)
- Womzougou (968 habitants en 2003, 965 habitants en 2006)
- Yagansé (890 habitants en 2003, 1 257 habitants en 2006)
- Yaoghin (362 habitants en 2003, 555 habitants en 2006)
- Yelboulga (683 habitants en 2003, 744 habitants en 2006)
- Zoumtoèga (1 957 habitants en 2003, 1 819 habitants en 2006)

## Administration

### Jumelages
Depuis 1974, le département et la commune de Komtoèga est associé avec les départements et communes de Boussouma, Garango et Niaogho dans un jumelage avec la commune de Laval (Mayenne) en France.